# Hidden & Dangerous 2
Hidden & Dangerous 2 là một game bắn súng chiến thuật góc nhìn thứ nhất do hãng Illusion Softworks phát triển và Gathering of Developers phát hành vào tháng 10 năm 2003 cho Microsoft Windows. Đây là phần thứ hai và là phần tiếp theo trực tiếp của phiên bản tiền nhiệm Hidden & Dangerous thuộc hãng 2K Czech, nó có các khái niệm và chủ đề lối chơi tương tự. Illusion Softworks và giám đốc sáng tạo Petr Vochozka dựa trên bối cảnh của game hành động lén lút tái hiện các hoạt động của Quân đoàn Hàng không Đặc biệt phía sau phòng tuyến của phe Trục trong Thế chiến II.

## Lối chơi
Hidden & Dangerous 2, giống như phiên bản tiền nhiệm, tập trung vào Quân đoàn Hàng không Đặc biệt của Anh trong Thế chiến II. Nó tuân theo khái niệm tương tự như tựa game gốc bắn súng góc nhìn thứ nhất/người thứ ba chiến thuật. Engine LS3D của trò chơi đã được sử dụng bởi game Mafia.
Các yếu tố trong lối chơi như truyền lệnh bằng giọng nói, kế hoạch hoặc điều khiển bản đồ thời gian thực, sử dụng phương tiện, lựa chọn thiết bị và cơ chế góc nhìn thứ nhất được tăng cường đáng kể so với bản gốc. Khả năng bắt tù binh, thêm vào các tùy chọn hành động lén lút nâng cao cho người chơi gồm cả việc đoạt lấy đồng phục của kẻ thù. Các loại nhiệm vụ bao gồm gián điệp, phá hoại, tìm kiếm và phá hủy, giải phóng thị trấn, giải cứu tù nhân, thu hồi các sĩ quan và tài liệu của kẻ thù, hỗ trợ du kích và ám sát. Sự đa dạng của các địa phương bao gồm Na Uy, Libya, một vịnh hẹp Na Uy, Miến Điện, Áo, Pháp và Tiệp Khắc.
Bản mở rộng Sabre Squadron bổ sung thêm các nhiệm vụ ở Pháp, Libya và Sicily. Một số nhiệm vụ được mô phỏng theo những chiến công thực sự của SAS. Tuy nhiên, hầu hết game đều có sự tự do với thời gian lịch sử và địa điểm hoạt động của SAS. Các nhiệm vụ này dựa theo lối chơi mang phong cách sandbox, nơi người chơi có thể tự do đi lang thang trên bản đồ và theo đuổi các mục tiêu thường là lúc rảnh rỗi và lựa chọn trình tự. Một cơ chế chiến lược thời gian thực cũng cho phép người chơi kiểm soát các sự kiện cho các thao tác chiến thuật tuần tự được dàn dựng hoặc thông qua lệnh trên không thời gian thực.

### Chiến dịch
Chế độ chiến dịch trong Hidden & Dangerous 2 cho phép kiểu chơi đơn, chơi như một con sói đơn độc hoặc trưởng nhóm. Người chơi có thể chọn lựa từ một đội hình 30 người tạo thành một nhóm bốn người. Tóm tắt nhiệm vụ chi tiết và lựa chọn kho đồ đầy đủ cho mỗi chiến dịch/nhiệm vụ mới. Có hơn hai mươi màn chơi với các nhiệm vụ nằm trong bảy chiến dịch, lấy bối cảnh ở châu Âu, châu Phi và châu Á là nơi người chơi đến thăm nhiều khu vực lịch sử. Trò chơi không sở hữu một câu chuyện bao quát. Người chơi còn có thể được thăng cấp và tặng huân huy chương vì lòng dũng cảm, hoàn thành thành công nhiệm vụ và/hoặc các mục tiêu cụ thể.

### Chơi mạng
Hidden & Dangerous 2 có mục chơi mạng có thể chơi qua Internet hoặc LAN với tối đa 99 người chơi. Sau khi đóng cửa máy chủ GameSpy năm 2012, không còn hỗ trợ nhiều người chơi chính thức nữa. Vào năm 2014, một máy chủ mục chơi mạng do người hâm mộ tạo ra đã được thiết lập. Nó không được hỗ trợ chính thức bởi những người sáng tạo, vì công ty và chủ sở hữu mạng game của nó không còn tồn tại. Hiện tại có một cộng đồng người hâm mộ trên toàn thế giới đang hoạt động trong trò chơi này. Trong phần chơi mạng có 4 kiểu chơi được thể hiện: Cooperative, Combat, Capture, Quests HD2.

## Hidden & Dangerous 2: Sabre Squadron
Bản mở rộng mang tên Sabre Squadron được phát hành vào ngày 19 tháng 10 năm 2004, tại Mỹ, đã giới thiệu thêm chín nhiệm vụ chơi đơn mới, bảy bản đồ nhiều người chơi mới và bản đồ trận đấu tử thần hiện đã hoàn tất gọi là "Poland", từng xuất hiện trong phần giới thiệu của trò chơi và được đặt tên là "London" và có sẵn để chơi ở trạng thái chưa hoàn thành trước khi phát hành, những loại vũ khí mới: RPzB 54, MAS-36, G43, P08 bị loại bỏ và súng bắn pháo sáng Harrington & Richardson Mk VI; khả năng nín thở khi nhìn qua kính ngắm, chế độ nhiều người chơi hợp tác, cùng với quyền tiếp cận các nhiệm vụ của bản gốc Hidden & Dangerous 2 thông qua giao diện của Sabre Squadron.

## Đón nhận

### Hidden & Dangerous 2
Trò chơi đã nhận được "đánh giá chung có lợi" theo trang web tổng hợp kết quả đánh giá Metacritic.
Eurogamer nói rằng "Nó lấy hết những gì tốt đẹp về bản gốc, cải thiện mọi yếu tố, bổ sung thành công các tính năng mới và mang đến một trò chơi hoàn hảo." GamesTM tuyên bố rằng "những sai sót nhỏ phải được đặt trong quan điểm chống lại chất lượng và số lượng tuyệt đối được cung cấp." Computer Gaming World cho rằng Hidden and Dangerous 2 là một "game hay thực sự", nhưng cũng phàn nàn về "truyền thống lỗi đáng ngờ" và chỉ trích "các lỗi phiền phức tương tự và AI có vấn đề như bản gốc". Edge gọi nó là "Một trong những game WWII hay nhất về trí nhớ gần đây. Hidden & Dangerous 2 tìm cách đánh lạc hướng bạn khỏi những lỗi sẽ làm tê liệt một game kém hơn thông qua tham vọng và quy mô tuyệt vời của nó." IGN tuyên bố rằng Hidden & Dangerous 2 là "một trò chơi tuyệt vời ẩn giấu đâu đó bên dưới tất cả các quyết định thiết kế đáng ngờ này." Game Revolution chỉ trích mức độ khó, trí tuệ nhân tạo và điều khiển, nhưng khen ngợi tổng thể trò chơi, nói "không khí, đồ họa, phạm vi, tính linh hoạt và cuối cùng là lối chơi thú vị giúp kiểm soát các phần xấu." GameSpy gọi đó là "trải nghiệm hấp dẫn trong Thế chiến II." GameSpot thì gọi đó là "bực bội khi chơi" và nói "rõ ràng đây là một trò chơi tuyệt vời ẩn trong số các lỗi lớn, điều khiển vướng víu, AI đáng ngờ và các lỗ hổng khác." GamePro cũng chỉ trích AI, đồng thời nêu rõ "Nếu bạn tìm tòi các game bắn súng chiến thuật, Hidden & Dangerous 2 sẽ nằm trong tầm ngắm của bạn." Game Informer nói rằng "Mặc dù chiến dịch dài, nhưng bạn có thể gói tất cả các hành động vào một nửa thùng chứa kích cỡ của nhiệm vụ Max Payne 2."
Trò chơi đã bán được hơn 1 triệu bản tính đến tháng 8 năm 2004.

### Sabre Squadron
Bản mở rộng Sabre Squadron nhận được đánh giá "trung bình" theo Metacritic.